# Manuel Valencia (diplomático)
Manuel María Valencia Alonso (Madrid, 1 de julio de 1954) es un empresario y diplomático español. Es licenciado en Derecho y consta con un diploma en Altos Estudios Internacionales.

## Vida laboral
Ingresó en la carrera diplomática en 1979 y la ejerció, ocupando muy diversas posiciones, en un inicio hasta el año 2000, cuando entró en el mundo de las actividades empresariales como vicepresidente de Técnicas Reunidas Internacional. Durante esos 13 años de actividad empresarial compaginó dicho cargo con otros, como puede ser su membresía en distintos consejos de administración en diversas empresas o su puesto como Secretario General en Técnicas Reunidas. En 2013 abandonó sus ocupaciones empresariales y regresó a la vida diplomática como embajador de España en China, papel que desenvolvería hasta el 13 de octubre de 2017 cuando sería sustituido por Alberto Carnero Fernández.

## Faceta artística
Es un aficionado del arte, especialmente de la pintura. Ha realizado varias exposiciones, como pueden ser Gaijin (2004) o Visual Poems (2009) en diversas ciudades tanto de dentro como de fuera de España, entre las que se encuentran Madrid, Barcelona, Beijing o La Habana, entre otras. Su obra ha estado expuesta en distintos espacios de propiedad privada e institucionales. Es adjunto al presidente de la Asociación Colección Arte Contemporáneo.
Aparte de pintar, también escribe. Su obra literaria más destacada es el libro Diario de Viajes Acelerados - 10 años (Ed. Isla Grande, Madrid, 2007).

## Controversia
En 2015, una novelista china llamada Zhu Ziping, y que escribe bajo el pseudónimo Jiu Dan, afirmó haber sido agredida por el entonces embajador. Según el relato que la mujer ofreció a la televisión china Phoenix TV, ella se encontró al diplomático, con quien mantuvo una relación, que, según ella, acabó abruptamente con promesas incumplidas por parte de Valencia de abandonar a su mujer para irse con ella. Afirma que en el barrio pequinés de Sanlitun fue donde tuvo lugar su casual encuentro. Atendiendo a su testimonio, al verlo allí acompañado por otra mujer china se acercó a él para recriminárselo y ahí fue cuando empezó a ponerse más tensa la situación, ya que él también le reprochó a ella que escribiera un libro llamado 《El embajador》, en el que habla de su supuesta relación con él y le describe como una persona aficionada a las relaciones extramatrimoniales y a prácticas sexuales poco convencionales, además de mencionar los pocos reparos que, según ella, mantiene a la hora de emplear su inmunidad diplomática. Fue en ese momento según las palabras de Zhu cuando Manuel Valencia la abofeteó, la agarró por un brazo y la tiró al suelo. Ella se manifestó enfrente de la embajada española contra, palabras textuales, el «embajador que pega a las mujeres». El exembajador y la embajada afirmaron en su momento que el suceso fue rotundamente falso. Otras fuentes incluso dijeron que fue ella la que provocó un altercado en la embajada española y que intervención policial fue requerida.